# Рагби савез Ирске
Рагби савез Ирске спортска је организација из Даблина која управља рагбијем 7, 10 и 15 на територији целе Ирске. Тренутни председник рагби савеза Ирске јесте Грег Барет.
Рагби у Ирској помаже ирском народу, да се превазиђу поделе на католике и протестанте, монархисте и републиканце.

## Историја ирског рагбија 15
Рагби савез Ирске је основан 1879. Пре тога су постајала два ирска рагби савеза, један који је био на северу и један на југу смарагдног острва. Ирци, Шкотланђани и Велшани су основали рагби савез Света, светску рагби 15 федерацију 1886.
Рагбисти Ирске одиграли су прву тест утакмицу 15.2.1875. против селекције Енглеске. Енглези су тада били бољи, а резултат је био 7-0. 
Ирска Слободна Држава је настала 1922. године као резултат Англо-ирског споразума.  Држава није имала службене односе са Северном Ирском већим делом двадесетог века, али су током 1980-их и 1990-их ирска и британска влада радиле са северноирским партијама на резолуцији која би решила сукобе на том простору.

## Покрајински и грански савези
- Рагби савез Манстера - 59 клубова,
- Рагби савез Ленстера - 71 клуб,
- Рагби савез Конота - 23 клуба,
- Рагби савез Алстера - 56 клубова.

## Бројеви и статистика
Данас у Ирској има 153 823 регистрованих играча рагбија 15, 209 аматерских и професионалних рагби 15 клубова.

## Грб и символика
На грбу ирског рагби савеза, јесте символ ирског рагбија 15, детелина Светог Епископа Патрика равноапостолног, највећег Ирца свих времена. 

## Репрезентације Ирске
- Рагби 7 репрезентација Ирске
- Рагби 15 репрезентација Ирске[5]
- Ирски вучјаци - Рагби 15 репрезентација Ирске А за неискусне играче
- Развојна рагби 15 репрезентација Ирске - Рагби 15 репрезентација Ирске Б за неискусне играче
- Млада рагби 15 репрезентација Ирске за играче до 20 година
- Млада рагби 15 репрезентација Ирске за играче до 18 година

## Домаће такмичење, првенство Ирске
- Свеирска лига у рагбију

## Управни одбор
- Председник - Господин Грег Барет

## Званична интернет презентација
- Званични сајт